# Shankar Lakshman
Shankar Lakshman (Mhow, 7 juli 1933 - aldaar, 29 april 2006) was een Indiaas hockeydoelman.
In zowel Lakshman zijn drie olympische finales als de finales van de Aziatische Spelen was Pakistan telkens de tegenstander.
Lakshman nam driemaal deel aan de Olympische Zomerspelen en bereikte driemaal de olympische finale en won tweemaal de titel.

## Resultaten
- 1956  Olympische Zomerspelen in Melbourne
- 1958  Aziatische Spelen 1958 in Tokio
- 1960  Olympische Zomerspelen in Rome
- 1962  Aziatische Spelen 1962 in Jakarta
- 1964  Olympische Zomerspelen 1964 in Tokio
- 1966  Aziatische Spelen 1966 in Bangkok